# 大笹駅
大笹駅（おおざさえき）は、石川県羽咋郡志賀町大笹に存在した北陸鉄道能登線の駅である。1972年（昭和47年）に廃駅となった。

## 歴史
能登線全駅の中で最後に開業した駅であった。

### 年表
- 1955年（昭和30年）5月6日：北陸鉄道の駅として新設開業。
- 1972年（昭和47年）6月25日：能登線全線廃止により廃駅。

## 駅構造
単式ホーム1面1線の無人駅。

## 廃止後
線路跡はサイクリングロードとなり、駅跡には大笹バス停が設置されている。

## 隣の駅
北陸鉄道
能登線
堀松駅 - 大笹駅 - 米町駅